# Castello di Margam

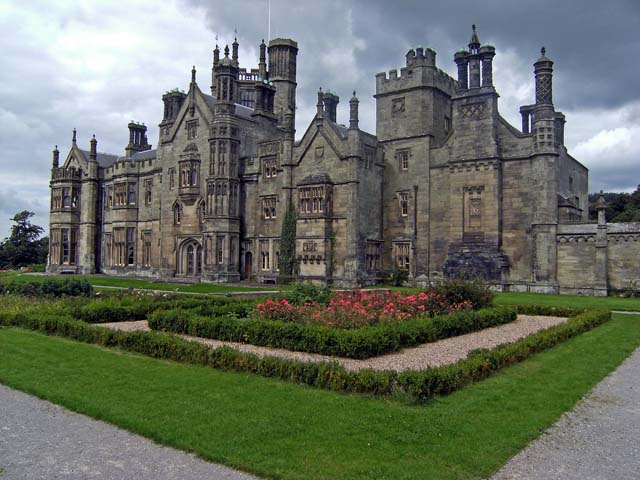
La facciata principale del castello

Il castello di Margam (in inglese: Margam Castle) è uno storico edificio del villaggio gallese di Margam (sobborgo di Port Talbot, Galles meridionale), costruito in gran parte tra il 1830 e il 1835-1836 per volere di Christopher Rice Mansell Talbot e su progetto dell'architetto Thomas Hopper e situato all'interno del Margam Country Park.  Fu per lungo tempo la residenza della famiglia Talbot.
L'edificio è classificato come castello di primo grado (dal 24 febbraio 1975).

## Descrizione
Il castello, costruito in stile gotico-Tudor, si trova nei pressi di un altro importante edificio cittadino, l'abbazia di Margam.
L'edificio è a due piani, realizzato in pietra di concio.

## Storia
La costruzione del castello fu ordinata negli anni trenta del XIX secolo da Christopher Rice Mansell Talbot, che voleva far realizzare un edificio che rendesse onore alla storia di Margam.
La costruzione iniziò nel 1830 e terminò cinque o sei anni dopo. Per la costruzione del castello fu utilizzata della pietra proveniente dalle vicine miniere di Pyle: i lavori di costruzione ammontarono a 50.000 sterline.
Uno degli assidui visitatori del castello fu il celebre fotografo Henry Fox Talbot di Lacock, cugino di Christopher Rice Mansell Talbot: a lui si devono alcune delle prime foto dell'edificio.
Dopo la morte di Christopher Rice Mancell Talbot, avvenuta nel 1890, l'edificio fu ereditato dalla figlia di quest'ultimo, Emily Charlotte.
Nel 1892, Emily Charlotte Talbot fece ammodernare alcune sale del castello, aggiungendo anche dei nuovi bagni.
Tra la fine del secolo e l'inizio del secolo successivo, il castello ospitò numerose serate mondane.
Dopo la morte di Emily Charlotte Talbot, avvenuta nel 1918, il castello di Margam fu ereditato dal Capitano Andrew Mansel Talbot Fletcher, che consentì l'apertura al pubblico dei giardini.
Durante la seconda guerra mondiale, il castello ospitò le truppe statunitensi e fu visitato anche da Dwight Eisenhower.
Nel frattempo, nel 1942, l'edificio cessava di essere di proprietà della famiglia Talbot, allorché venne acquistato da David Bevan. Quest'ultimo, però, non abitò mai nel castello che rischiò così di cadere in rovina, finché, nel 1973, non divenne di proprietà del Glamorgan County Council, che lo acquistò da Bevan per la cifra di 400.000.000 sterline.
Quattro anni dopo, gli interni del castello andarono completamente distrutti a causa di un incendio.  La paventata opera di restauro è stata più volte rimandata.

## Leggende
Secondo la leggenda, il castello sarebbe abitato dal fantasma di un uomo, tale Robert Scott, che vi aveva lavorato per anni come portiere.